# Mašnik
Mašnik (tudi duhovnik v ožjem pomenu besede) je krščanski duhovnik, ki je prejel drugo stopnjo posvečenja - mašniško posvečenje. Njegova bistvena naloga je darovanje maše, po tem se tudi imenuje. 
Mašniško posvečenje je pogoj za darovanje maše, duhovniki z nižjo stopnjo posvečenja (diakoni) lahko opravljajo le nekatere nižje bogoslužne obrede.
V Rimskokatoliški Cerkvi je mašniška služba nezdružljiva z zakramentom zakona, kar pomeni, da se že posvečeni mašnik ne sme poročiti, že poročen moški pa ne more postati mašnik, dokler je njegova žena živa (pravilo celibata).
V pravoslavju poročen moški lahko postane mašnik, obratno pa ni mogoče (moški, ki je že prejel mašniško posvečenje, se ne more več poročiti).